# Caramba delburro
Caramba delburro är en mångfotingart som beskrevs av Shear 1977. Caramba delburro ingår i släktet Caramba och familjen Fuhrmannodesmidae. Inga underarter finns listade i Catalogue of Life.